# 徐顶乡
徐顶乡，是中华人民共和国甘肃省临夏回族自治州永靖县下辖的一个乡镇级行政单位。

## 行政区划
徐顶乡下辖以下地区：
国庆村、中林村、三联村、徐家沟村和久长沟村。